# Cattleya × pittiana
Cattleya × pittiana là một loài thực vật có hoa trong họ Lan. Loài này được O'Brien ex Cogn. mô tả khoa học đầu tiên năm 1896.